# Ernesto Chiminello
Pour les articles homonymes, voir Chiminello.
Ernesto Chiminello (Pizzo, 4 décembre 1890 - Porto Edda, 4 octobre 1943) est un général italien qui, pendant la Seconde Guerre mondiale, a commandé la 33e division d'infanterie "Acqui", stationnée en Céphalonie, puis la 151e division d'infanterie "Perugia" stationnée à Gjirokastra. Dans les jours qui suivent la proclamation de l'armistice, le 8 septembre 1943 (armistice de Cassibile), il est massacré par les Allemands à Porto Edda avec 120 autres officiers pour s'être opposé à la reddition et à la remise des armes.

## Biographie
Né le 4 décembre 1890, il s'est engagé dans l'armée royale (Regio Esercito), devenant sous-lieutenant (sottotenente) d'infanterie en 1908. Entre 1912 et 1913, il a servi en Libye. Il a été promu au grade de lieutenant (tenente) le 6 septembre 1913.
Dès l'entrée en guerre du royaume d'Italie, le 24 mai 1915, il part au front. Le 9 septembre 1915, par décret de la Luogotenenziale, il est promu au grade de capitaine (capitano) en service permanent effectif (s.p.e.).
Après la fin des hostilités, il fréquente l'École de guerre, puis occupe le poste de sous-chef d'état-major du corps d'armée à Bologne. Il commande ensuite d'abord le 22e, puis le 3e régiment d'infanterie et enfin le district militaire de Ragusa. Le 3 juin 1932, il est fait Chevalier de l'Ordre des Saints-Maurice-et-Lazare.
Chef d'état-major de la 32e division d'infanterie "Marche", il devient ensuite commandant de la zone militaire d'Alexandrie. Le 1er juillet 1940, il est promu au rang de général de brigade (generale di brigata). En juillet 1941, il est nommé président de la Commission des frontières du Monténégro. Au cours de l'année 1942 , il prend le commandement de la 33e division d'infanterie "Acqui", stationnée en Céphalonie, occupant ce poste jusqu'en juin 1943.
Le 15 août de la même année, après une brève période à la disposition du corps d'armée de Florence, il est envoyé en Albanie pour prendre les fonctions de commandant de la 151e division d'infanterie "Perugia", encadrée dans le IVe corps d'armée du général Carlo Spatocco, opérant au sein de la 9e armée sous le commandement du général Renzo Dalmazzo. L'armistice du 8 septembre (armistice de Cassibile) l'a surpris à Gjirokastra, où se trouvait le quartier général de la division. La division était déployée près de la frontière grecque, dans la zone située entre Permeti, Klisura et Tepelenë. En apprenant la nouvelle de l'armistice, le commandement de la division a décidé à l'unanimité de résister aux Allemands, même par les armes.

### L'épopée de la division "Perugia".
Le 9 septembre, un officier allemand est venu lui parler, et un accord a été conclu : les unités de la division resteraient à Gjirokastra, avec un petit contingent de soldats allemands, et en cas de déplacement, la grande unité se dirigerait vers Vlora. Le commandant adjoint de la division, le colonel Giuseppe Adami, responsable du secteur de Tepeleni, entame des négociations avec les partisans albanais, avec le soutien de son commandant, mais entre le 10 et le 11 septembre, les Albanais encerclent la ville, ce qui laisse Adami libre de se comporter comme il l'entend, et ce dernier part avec ses gardes pour rejoindre Vlora, selon le plan initial.
Le 13, d'autres divisions italiennes arrivent à Gjirokastra, tandis que la petite garnison allemande de la ville est envoyée à Vlora. Le 14, les partisans albanais lancent un ultimatum pour la remise des armes et le désarmement de la division, qui est rejeté, ainsi que l'attaque subséquente au cours de laquelle environ 500 Albanais sont tués. À l'aube du 16, environ 5 000 hommes de la division partent pour rejoindre Porto Edda, qui est libre des Allemands, y arrivant après une série de péripéties le 22. Embarqués sur les navires, les premiers soldats blessés et les prisonniers qui avaient échappé aux Allemands, les opérations d'évacuation prirent fin le 24 lorsque les attaques aériennes de la Luftwaffe les rendirent impossibles. La division partit pour Porto Palermo où d'autres navires devaient arriver, elle y arriva le 27. Les navires promis par le chef d'état-major général de l'armée royale Vittorio Ambrosio ne sont jamais arrivés et, le 29, des soldats allemands du 1er bataillon du 99e régiment de la 1re division Gebirgjager (1. Gebirgs-Division) arrivent et commencent immédiatement des opérations de ratissage, baptisées Unternehmen Spaghetti (opération Spaghetti). Se cachant dans une forêt, avec d'autres officiers, il décide de se rendre aux Allemands le 3 octobre.
Le 4 octobre 1943, il est abattu sur la plage de Baia Limione à Porto Edda, et avec lui le major (maggiore) Sergio Bernardelli, chef d'état-major de la division, est également tué, tandis que 118 autres officiers sont ensuite tués près de la ville de Saranda. Les cadavres sont emmenés au large et jetés à la mer lestés de pierres attachées aux jambes.
La colonne sous le commandement d'Adami atteint Vlora,  et après des péripéties, les Allemands mettent les soldats dans un train à destination de Trieste, qui est détourné vers Vienne où les SS capturent tous les soldats et officiers, les envoyant dans des camps de prisonniers en Allemagne.
Après sa mort, la fondation "Leone Ferri", située à la faculté des sciences sociales et politiques de l'université de Florence, a reçu un legs de 20 000 lires. Pour honorer sa mémoire, la municipalité de Rho (Province de Milan) a donné son nom à une rue.

## Décorations
- Chevalier de l'ordre des Saints-Maurice-et-Lazare - 3 juin 1932
- Chevalier de l'ordre de la Couronne d'Italie
- Officier de l'ordre de la Couronne d'Italie - 27 octobre 1935[15]
- Médaille commémorative de la guerre italo-autrichienne 1915-1918 (4 années de campagne)
- Médaille commémorative de l'Unité italienne
- Médaille italienne de la Victoire interalliée

## Source
- (it) Cet article est partiellement ou en totalité issu de l’article de Wikipédia en italien intitulé « Ernesto Chiminello » (voir la liste des auteurs).